# 员工帮助计划
员工帮助计划（Employee Assistance Programs，EAP）是由僱主为其员工设置的一套系统的、长期的福利与支持项目。通过专业人员提供的诊断、建议與培训，对员工提供专业和保密的咨询，旨在预防和帮助解决员工的各种心理和行为问题，提高员工在企业中工作绩效，创造一个和谐、健康的工作环境，提高员工的工作满意度和生活品質。

## 概述
EAP起源于20世纪70年代，前身是英国员工酒精滥用干预计划。在国外，它是由企业为员工设置的一套长期、系统的福利支持项目。通过专业人员对组织的诊断、建议、对员工的专业指导、培训和咨询，帮助解决员工及其家庭成员的各种心理行为问题，提高员工在企业中的工作绩效。

## 各國發展狀況
在先進国家EAP是福利，大部分由社会保障机制承担，企业承担少部分，员工不花钱。目前世界500强中有90％以上引进了EAP。美国在企业、政府、军队广泛应用EAP，全国有将近四分之一企业的员工享受EAP服务。英国有10%左右的员工享受EAP服务。日本的爱抚管理模式，是EAP的部分内容的翻版。
在中國，EAP始於2001年某IT公司客服部门导入。虽然EAP的概念已被企业所知，但对EAP的印象大都是等同于心理讲座、心理培训、心理测量、一对一心理咨询等。由于中国与美国的差异，EAP很难做为福利在中国实现。所以EAP究竟如何落地，并为企业产生可量化评估的价值，成为EAP行业本土化服务的焦点挑战。